# Matthias Kleinheisterkamp
Matthias Kleinheisterkamp (Elberfeld, 22 juni 1893 – Halbe, 2 mei 1945) was een Duitse officier en SS-Obergruppenführer (luitenant-generaal) en generaal in de Waffen-SS tijdens de Tweede Wereldoorlog.

## Leven
Kleinheisterkamp was de zoon van een spoorwegsecretaris en zijn vrouw Anna. Na het halen van zijn Abitur aan het stedelijke gymnasium van Elberfeld, trad Kleinheisterkamp in het begin van de Eerste Wereldoorlog op 2 augustus 1914 als Fahnenjunker in in het 1. Westfälische Pionier-Bataillon Nr. 7 van het Pruisische leger. In oktober 1914 werd hij een korte tijd in het 1. Lothringische Infanterie-Regiment Nr. 130 ingezet, voordat hij naar het Reserve-Infanterie-Regiment Nr. 219 overgeplaatst werd. Daar werd hij als pelotonscommandant, bataljons- en regimentsadjudant, en als compagniesofficier ingezet. Hij raakte zwaargewond aan het hoofd, als gevolge van een splinter van een ontploffende mijn.
Na de wapenstilstand van 11 november 1918 en de terugmars van zijn troepen naar het vaderland, was Kleinheisterkamp leider van de demobilisatiecommando van het Reserve-Infanterie-Regiments Nr. 55. Van februari tot oktober 1919 sloot hij zich aan bij het vrijkorps Lichtschlag als adjudant en was aansluitend tot eind december 1920 in het 3e bataljon van het Schützenregiments 7 van het vrijkorps Freiwilliges Garde-Landesschützen-Korps uit Neufville.
Op 1 januari 1921 volgde zijn opname in de Reichswehr en werd hij als Zugführer (vergelijkbaar met een pelotonscommandant) in het 1e bataljon van het 17. Infanterie-Regiment ingezet. Later diende hij als MG-officier in het 2e bataljon uit Göttingen. Met zijn bevordering tot Hauptmann op 1 oktober 1929 volgde zijn benoeming tot compagniescommandant van de 5e compagnie. Van 1 oktober 1933 tot 1 februari 1934 was Kleinheisterkamp ingezet in de staf van het 6. Infanterie-Regiment. Op zijn eigen wens verliet hij de militaire dienst weer.
Kleinheisterkamp was sinds 1 november 1933 al lid van de Allgemeine-SS. Na zijn afscheid van de Reichswehr, werkte hij als referent in verschillende functies bij het SS-Abschnitt XIII en het SS-Oberabschnitt Nord. Op 1 april 1935 werd hij overgeplaatst naar de SS-Verfügungstruppe en was tot april 1936 als instructeur in tactiek met de rang van een SS-Hauptsturmführer werkzaam. Daarna werkte hij als SS-Sturmbannführer aan de SS-Junkerschule Brunswijk. Aansluitend werkte Kleinheisterkamp in staf voor de inspecteur van de SS-Verfügungstruppe onder Paul Hausser.
Op 1 mei 1937 werd hij lid van de NSDAP.
In oktober 1937 was er een SS-proces tegen Kleinheisterkamp wegens: „Schuldenmachens und Nichteinhaltung eingegangener wirtschaftlicher Verpflichtungen“, (Schulden maken en niet-nakoming van aangegane economische verplichtingen). Het proces eindigde met het beëindigen van zijn dienstverband bij de SS-Verfügungstruppe op 1 juni 1938 wegens ongeschiktheid. Op 4 augustus werd het ontslag teruggedraaid en Kleinheisterkamp werd bij de SS-Standarte „Deutschland“ in München geplaatst.
Vanaf 1 december 1938 voerde hij het bevel over de III. Sturmbann der SS-Standarte „Deutschland“, na het begin van de Tweede Wereldoorlog nam hij deel aan de Poolse Veldtocht en de Slag om Frankrijk. In juni 1940 nam hij het commando van de SS-Totenkopf-Infanterie-Regiment 3 van het SS-Division Totenkopf over en voerde deze aan tijdens de slag om Frankrijk en operatie Barbarossa. Na het gewond raken van Theodor Eicke, werd Kleinheisterkamp van 7 tot 15 juli 1941 als plaatsvervangend commandant van de SS-Division „Totenkopf“ aangeduid. Met ingang van 31 december 1941 loste Kleinheisterkamp Wilhelm Bittrich af als commandant van het 2. SS-Panzer-Division Das Reich, en commandeerde van april 1942 tot december 1943 het 6. SS-Gebirgs-Division Nord.
Op 9 oktober 1942 ontving hij van de Reichsführer-SS een brief waarin deze klaagde over zijn overmatige gebruik van alcohol en het lastigvallen van ondergeschikten. Letterlijk schreef Himmler onder anderen:
„Ich erwarte von Ihnen, dass Sie in den nächsten zwei Jahren keinen Alkohol mehr trinken, nachdem Sie im Alter von 49 Jahren noch nicht fähig sind, damit umzugehen.“ ("Ik verwacht van u, dat u in de komende twee jaren geen alcohol meer zult drinken, nadat u op 49-jarige leeftijd nog niet in staat bent om ermee om te gaan.")
Hoewel Kleinheisterkamp dicht voor zijn aflossing als commandant stond, bleef hij divisiecommandant.
Vanaf 15 december 1943 tot 1 mei 1944 bevond Kleinheisterkamp zich in de Führerreserve van de Waffen-SS in het SS-Führungshauptamt. Tegelijk was hij van 1 januari tot 30 april 1944 met de opbouw van het VII SS Pantserkorps belast, alsmede van 25 februari tot 16 april 1944 als plaatsvervanger van Felix Steiner in het III. (Germaanse) SS-Panzerkorps. Van augustus 1944 tot het einde van de oorlog was Kleinheisterkamp bevelvoerend-generaal van het XI SS Korps. 
Tijdens de slag om Halbe op 2 mei 1945 pleegde Kleinheisterkamp naar verluidt zelfmoord. Volgens de Volksbund Deutsche Kriegsgräberfürsorge staat Kleinheisterkamp echter alleen als vermist geregistreerd.

### Familie
Kleinheisterkamp trouwde op 27 maart 1921 met zijn verloofde Ellen Heusing-Esch (4 juli 1900 - 14 oktober 1943). Zij kregen drie zonen en twee dochters.

## Carrière
Kleinheisterkamp bekleedde verschillende rangen in zowel de Allgemeine-SS als Waffen-SS. De volgende tabel laat zien dat de bevorderingen niet synchroon liepen.
| Datum                                                                                              | Pruisische leger                 | Reichswehr   | Allgemeine-SS          | Waffen-SS                              |
| -------------------------------------------------------------------------------------------------- | -------------------------------- | ------------ | ---------------------- | -------------------------------------- |
| 1/2 augustus 1914                                                                                  | Fahnenjunker (aspirant-officier) | —            | —                      | —                                      |
| 31 oktober 1915 (zonder Patent, toegekend Patent 12 november 1914. Toegekend RDA 1 september 1915) | Leutnant                         | —            | —                      | —                                      |
| 1 februari 1928                                                                                    | —                                | Oberleutnant | —                      | —                                      |
| 1 oktober 1929                                                                                     | —                                | Hauptmann    | —                      | —                                      |
| 1 november 1933                                                                                    | —                                | —            | SS-Bewerber            | —                                      |
| 8 januari 1934                                                                                     | —                                | —            | SS-Anwärter            | —                                      |
| 24 januari 1934                                                                                    | —                                | —            | SS-Mann                | —                                      |
| 8 februari 1934                                                                                    | —                                | —            | SS-Sturmmann           | —                                      |
| 10 februari 1934                                                                                   | —                                | —            | SS-Scharführer         | —                                      |
| 12 februari 1934                                                                                   | —                                | —            | SS-Oberscharführer     | —                                      |
| 14 februari 1934                                                                                   | —                                | —            | SS-Truppführer         | —                                      |
| 19 maart 1934                                                                                      | —                                | —            | SS-Obertruppführer     | —                                      |
| 12 april 1934                                                                                      | —                                | —            | SS-Sturmführer         | —                                      |
| 17 april 1934                                                                                      | —                                | —            | SS-Obersturmführer     | —                                      |
| 20 april 1935                                                                                      | —                                | —            | SS-Hauptsturmführer    | —                                      |
| 1 juni 1935                                                                                        | —                                | —            | SS-Sturmbannführer     | —                                      |
| 20 april 1937                                                                                      | —                                | —            | SS-Obersturmbannführer | —                                      |
| 18 mei 1940                                                                                        | —                                | —            | —                      | SS-Standartenführer der Reserve (W-SS) |
| 19 juli 1941                                                                                       | —                                | —            | —                      | SS-Oberführer der Reserve (W-SS)       |
| 9 november 1941                                                                                    | —                                | —            | SS-Brigadeführer       | Generalmajor in de Waffen-SS           |
| 1 mei 1943                                                                                         | —                                | —            | SS-Gruppenführer       | Generalleutnant in de Waffen-SS        |
| 1 augustus 1944                                                                                    | —                                | —            | SS-Obergruppenführer   | Generaal in de Waffen-SS               |

## Lidmaatschapsnummers
- NSDAP-nr.: 4 158 838[21](lid geworden 1 mei 1937[14])
- SS-nr.: 132 399[16] (lid geworden 1 november 1933[9][14])

## Onderscheidingen
Selectie:
- Ridderkruis van het IJzeren Kruis op 31 maart 1942 als SS-Brigadeführer en Generalmajor in de Waffen-SS en Commandant SS-Division "Das Reich" (gemotoriseerd) / 9.Armee / Heeresgruppe Mitte[22][15][23][19][10]
- Ridderkruis van het IJzeren Kruis met Eikenloof[15] (nr.871) op 9 mei 1945 als SS-Obergruppenführer en General in de Waffen-SS en bevelvoerend-generaal XI.SS-Panzerkorps / Heeresgruppe Weichsel (postuum)[6][24][10]
- Herhalingsgesp bij IJzeren Kruis 1939, 1e Klasse[20] (2 oktober 1939[18][9]) en 2e Klasse[20] (13 augustus 1939[18][9])
- IJzeren Kruis 1914, 1e Klasse[20][9] en 2e Klasse[9][17][20]
- Erekruis voor Frontstrijders in de Wereldoorlog[17][20]
- SS-Ehrenring[16][20]
- Ehrendegen des Reichsführers-SS[16][20]
- Orde van het Vrijheidskruis, 1e Klasse met Eikenloof en Zwaarden op 16 mei 1943

## Afkorting
- mit der Führung beauftragt (m. d. F. b.) - vrije vertaling: met het leiderschap belast